# Rob LaDuca
Rob LaDuca est un réalisateur, acteur, animateur et producteur qui travaille pour les studios Disney.

## Filmographie

### Réalisateur
- 1994-1995 : Aladdin (34 épisodes)
- 1995 : Timon et Pumbaa (9 épisodes)
- 1996 : Winnie l'ourson : Hou ! Bouh ! Et re-bouh !
- 1998 : Le Roi lion 2
- 2000 : Joseph, le roi des rêves
- 2003 : Tutenstein
- 2005 : Jasmine's Enchanted Tales: Journey of a Princess
- 2005-2006 : Lilo et Stitch, la série (12 épisodes)
- 2006 : Mickey Saves Santa and Other Mousketales
- 2006-2007 : La Maison de Mickey (4 épisodes)
- 2007 : La Chasse aux œufs de Pâques
- 2007 : Mickey's Treat
- 2008 : Tutenstein: Clash of the Pharaohs
- 2009 : La Maison de Mickey - Le Pays des merveilles

### Acteur
- 2014 : Jake et les Pirates du Pays imaginaire : le deuxième crabe (2 épisodes)

### Producteur
- 1995 : Timon et Pumbaa (9 épisodes)
- 1996 : Winnie l'ourson : Hou ! Bouh ! Et re-bouh !
- 2006-2012 : La Maison de Mickey (8 épisodes)
- 2007 : La Chasse aux œufs de Pâques
- 2009 : La Maison de Mickey - Le Pays des merveilles
- 2011-2014 : Jake et les Pirates du Pays imaginaire (25 épisodes)

### Animateur
- 1975 : Tubby the Tuba
- 1978 : Le Seigneur des anneaux
- 1979 : A Family Circus Christmas
- 1981 : American Pop
- 1982 : The Plague Dogs
- 1982 : Heidi's Song
- 1988 : Les Gummi (10 épisodes)

### Storyboardeur
- 1984 : Les Muppet Babies (13 épisodes)
- 1984 : Gallavants
- 1985-1988 : Les Gummi (30 épisodes)
- 1987-1988 : La Bande à Picsou (65 épisodes)
- 1988 : Les Nouvelles Aventures de Winnie l'ourson (3 épisodes)
- 1989-1990 : Tic et Tac, les rangers du risque (14 épisodes)
- 1990 : Super Baloo (1 épisode)
- 1999 : Winnie l'ourson : Joyeux Noël